# Allobates goianus
Allobates goianus är en groddjursart som först beskrevs av Werner C.A. Bokermann 1975.  Allobates goianus ingår i släktet Allobates och familjen Aromobatidae. IUCN kategoriserar arten globalt som otillräckligt studerad. Inga underarter finns listade i Catalogue of Life.